# 나가라 보라매 군단 2007
〈나가라 보라매 군단 2007〉(일본어: いざゆけ若鷹軍団2007 이자유케와카타카군단니센나나[*])는 2007년 3월 21일에 에이벡스 트랙스에서 발매된 FUKUOKA SoftBank HAWKS with AAA 명의의 싱글이다. 발매 형태는 CD+DVD이다. 본 곡과 동시에 AAA의 미니음반 《alohAAA!》, 싱글 〈Climax Jump〉, DVD 《Channel@×AAA》가 발매되고 있다.

## 개요
- 후쿠오카 소프트뱅크 호크스의 구단가 〈나가라 보라매 군단〉의 리메이크 노래. 마하라 타카히로, 아라카키 나기사, 혼다 유이치, 카와사키 무네노리, 이데 쇼타로의 다섯 선수가 코러스로 참가했으며, DVD에 수록된 뮤직비디오에도 출연하고 있다.
- 오리콘 주간 싱글 차트에서는 첫 등장에 33위[1], 초동매상장수는 4368장을 기록했다.

## 수록곡

### CD
1. 나가라 보라매 군단 2007(いざゆけ若鷹軍団2007)
2. 나가라 보라매 군단 2007 (Instrumental)

### DVD
1. 나가라 보라매 군단 (MUSIC CLIP)

## 같이 보기
- 나가라 보라매 군단